# روري بليز
روري بليز (بالإنجليزية: Rory Blease)‏ هو لاعب كرة قدم بريطاني في مركز الوسط، ولد في 16 أغسطس 1960 في Bebington ‏ في المملكة المتحدة. لعب مع نادي تشستر سيتي ونورثويتش فيكتوريا.